# آخر شب با دیوید لترمن
آخر شب با دیوید لترمن (انگلیسی: Late Night with David Letterman) یک برنامه گفتگوی آخر شب آمریکایی پخش شده از سال ۱۹۸۲ تا ۱۹۹۳ به میزبانی دیوید لترمن بود. این برنامه اولین بار در ۱ فوریه ۱۹۸۲ از شبکه ان‌بی‌سی پخش شد و در ۲۵ ژوئن ۱۹۹۳ به پایان رسید. بعد از آن لترمن در اوت ۱۹۹۳ برنامه آخر وقت با دیوید لترمن را در سی‌بی‌اس میزبانی کرد.